# Поверхня Конрада
Пове́рхня Ко́нрада (рос. поверхность Конрада , англ. Conrade discontinuity; нім. Conrad-Diskontinuität f) — границя (іноді переривчаста) розділу між «гранітним» і «базальтовим» шарами земної кори, що виявляється у стрибкоподібному збільшенні швидкостей подовжніх сейсмічних хвиль з 6 до 6,6 км/с. Залягає на глибині 10-40 км. На думку деяких дослідників, наявність цієї межі сумнівна, не встановлена вона також при проходженні її Кольською надглибокою свердловиною.
Названа на ім'я австрійського геофізика В. Конрада (1876—†1962).